# Alloclubionoides rostratus
Alloclubionoides rostratus är en spindelart som först beskrevs av Song et al. 1993.  Alloclubionoides rostratus ingår i släktet Alloclubionoides och familjen mörkerspindlar. Inga underarter finns listade i Catalogue of Life.